# Xã Cole, Quận Benton, Missouri
Xã Cole (tiếng Anh: Cole Township) là một xã thuộc quận Benton, tiểu bang Missouri, Hoa Kỳ. Năm 2010, dân số của xã này là 2.070 người.